# Георги Миятев
Георги Иванов Миятев е български драматичен актьор.

## Биография
Роден е в Пловдив през 1878 г. Дебютира като актьор през 1894 г. в Пловдив. През 1898 г. основава театрално дружество „Звено“. През 1903 г. играе в драматическата дружина в Пловдив, а през 1905 г. в градската общинска трупа. През 1910-1911 г. е актьор в „Съвремен театър“, 1919-1920 г. – театър „Родина“, 1921-1922 г. – „Свободен театър“, 1922-1924 г. – „Задружен театър“, 1924-1925 г. – Плевенски общински театър, 1925-1943 г. – Пловдивски общински театър, 1946-1950 – Кюстендилски театър. Почива на 16 ноември 1961 г. в София.

## Роли
Георги Миятев играе множество роли, по-значимите са:
- Юлий Цезар – „Юлий Цезар“ на Уилям Шекспир
- Дядо Славчо – „Две се млади залибили“ на Тодор Влайков
- Франц Моор – „Коварство и любов“ на Фридрих Шилер
- Доктор Ранк – „Нора“ на Хенрик Ибсен[1]